# Предоза
Предоза (итал. Predosa) — коммуна в Италии, располагается в регионе Пьемонт, в провинции Алессандрия.
Население составляет 2047 человек (2008 г.), плотность населения составляет 62 чел./км². Занимает площадь 33 км². Почтовый индекс — 15077. Телефонный код — 0131.
Покровительницей коммуны почитается святая равноапостольная Мария Магдалена, празднование 8 сентября. 

## Демография
Динамика населения:

## Администрация коммуны
- Официальный сайт: http://www.comune.predosa.al.it/ Архивная копия от 7 апреля 2010 на Wayback Machine